# Conjunto do Carmo de Cachoeira
O Conjunto do Carmo de Cachoeira está localizado na cidade de Cachoeira (BA), e reúne a Casa de Oração da Ordem Terceira do Carmo e a Igreja da Ordem Terceira do Carmo, construídos pela Ordem Terceira do Carmo entre os séculos XVII e XVIII. O conjunto arquitetônico está tombado pelo IPHAN desde 22 de agosto de 1938.

## Histórico
O terreno foi doado para a ordem em 1688 pelo Capitão João Rodrigues Adorno e sua mulher Dona Úrsula de Azevedo, donos de engenho localizado no Morro da Mangabeira. O povoado vivenciava um crescimento favorecido pelas lavouras de mandioca e fumo, além da sua localização que tornava a região a entrada para o serrão. A construção das edificações começaram em 1691, sendo a Casa da Oração a primeira a ser finalizada, servindo como local para cultos e moradia dos frades da Ordem Terceira do Carmo. A construção do convento remonta ao período de 1715 a 1722, enquanto a capela foi concluída posteriormente, em 1778. A igreja de Nossa Senhora do Carmo, teve sua obra concluída no final do século XVIII. Há registro que em 1743 o convento já abrigava quinze frades e doze irmãos.
Durante o século XIX o convento foi utilizado como quartel, escola, casa da moeda, câmara, tribunal do júri e hospital. Atualmente, abriga um espaço para eventos e o Museu Sacro.

## Arquitetura

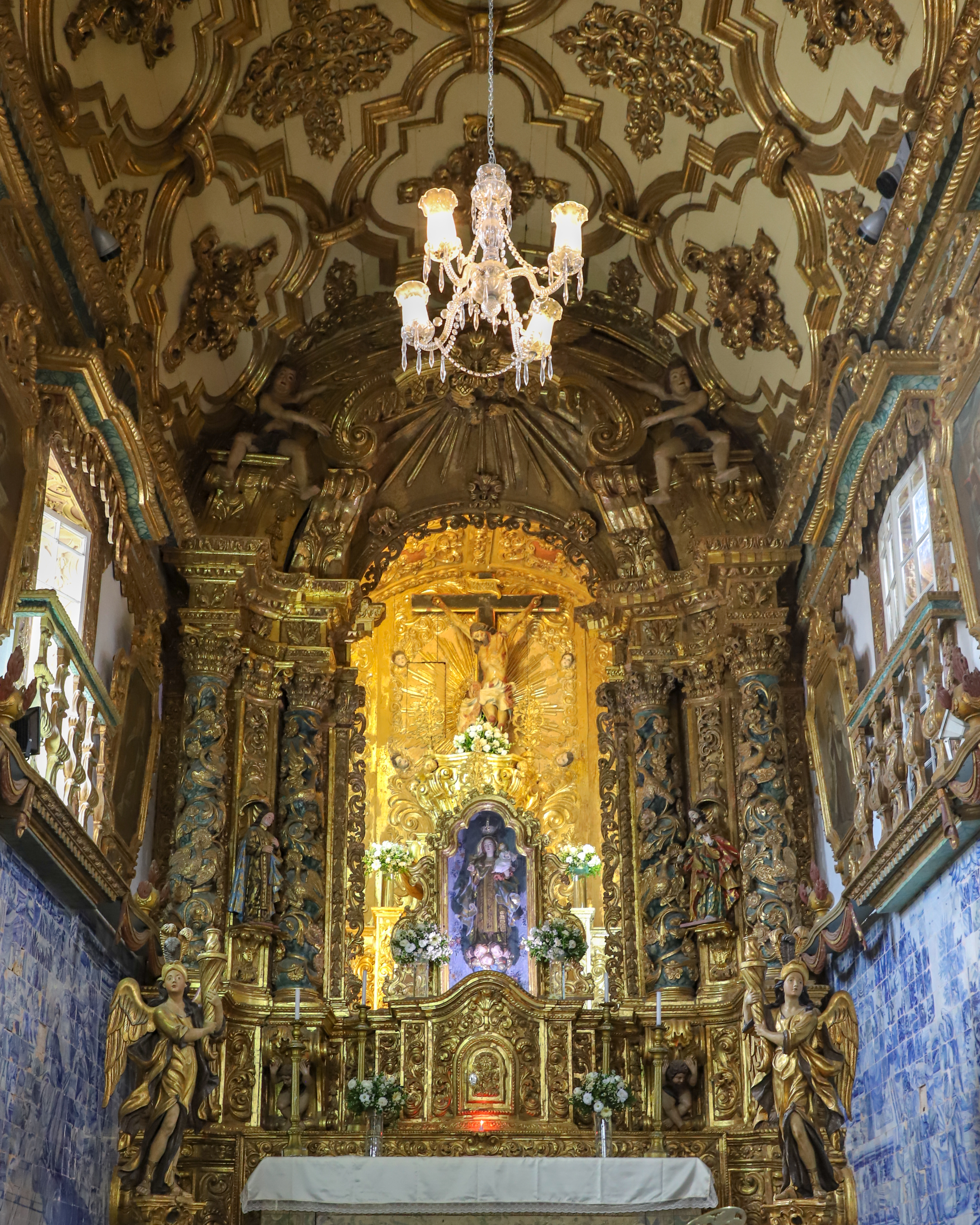
Igreja da Ordem Terceira do Carmo

As edificações que compõem este conjunto ainda preservam diversos detalhes da arquitetura barroca baiana do século XVIII, possuem também detalhes que evidenciam a transição entre o barroco e o rococó. A planta é formada por três espaços bem delineados, com o claustro retangular ao centro com seus arcos rebaixados. Encontram-se três estilos diferentes em sua fachada, uma das igrejas em estilo barroco e a outra em rococó. Segundo o historiador francês German Bazin, a fachada rococó da igreja do convento apresenta influência da arquitetura chinesa, provavelmente estilo trazido de Portugal pois àquela época eles possuíam uma base em Macau.
Seu interior é ricamente ornamentado com material talhado e folheado a ouro, além do revestimento cerâmico em azul. Em suas composições de azulejos portugueses estão passagens do Antigo Testamento, como a batalha contra os amorreus, sacrifício de Abrahan, volta de Jacob, entre outros. Sua capela-mor impressiona pela beleza de sua obra de talha e seu forro de madeira em forma de abóboda. Também há esculturas em madeira, vindas de Macau, únicas no mundo que datam desse período. As imagens que compunham o ambiente se encontram no Museu Sacro que fica na sacristia da Capela da Ordem Terceira do Carmo.

## Livro
Com o apoio do Programa Monumenta / Iphan e organizado por Maria Helena Flexor, foi editado o livro "O Conjunto do Carmo de Cachoeira" contando a história da construção, alterações que o conjunto arquitetônico passou durante sua existência e o processo minucioso empregado para recuperar as edificações e seu acervo de arte sacra.
Publicação bilíngue e em uma edição de luxo, ganhou o Prêmio Sérgio Milliet da Associação Brasileira dos Críticos de Arte (ABCA).